# Romfell páncélautó
A ROMFELL páncélautó a monarchia hadseregének első páncélautója Budapesten született 1915 nyarán. A megalkotásában részt vevő két személy, Romanovics Brankó százados, gépkocsizó tiszt és Fellner Simon főhadnagy után kapta a nevét a harcjármű.

## ROMFELL No. 1.
Az építés a budapesti K.u.K Kraftfahtersatz Depot-ban történt a Zápolya soron (ma: Gogol utca). Egy kereskedelmi forgalomban kapható, Mercedes Personenkraftwagen képezte az alapot. A korszerű és elegáns felépítményt 6 mm-es krómnikkel lemezekből alakították ki. A meghajtásról kezdetben egy 75 LE-s, négy hengeres motor gondoskodott, amit később kicseréltek egy 90 LE-s, hathengeres, vízhűtéses erőforrásra. Ezáltal a maximális sebessége 26 majd 40 km/h volt, a maximális hatótávolsága pedig 100 és 150 km között volt. A jármű különleges volt abból a szempontból, hogy összkerék-meghajtással, két differenciálművel rendelkezett, így a terepen is jól tudott mozogni. A fő fegyverzete 1 db 8 mm-es 07/12M Schwarzlose géppuskából állt, amit a test tetején egy körbeforgatható toronyban helyeztek el úgy, hogy akár légi célokat is le lehessen küzdeni. A lőszer javadalmazása 3000 töltény (12 heveder) volt. E mellett még 1 db 95M Mannlicher karabély (80 db lőszer), 2 db 12M Steyr pisztoly (48 db lőszer) állt a 4 fős személyzet részére (1 fő gépkocsivezető, 1 fő géppuskás, 2 fő felderítő tiszt). A festése követte a monarchia előírásait, csukaszürke színt kapott. Mind a négy oldalán fehér mezőben fekete vaskeresztet viselt felségjelzésként.

## ROMFELL No. 2.
A második ROMFELL páncélautót 1917-18 fordulóján készítették, szintén a Zápolya utcai műhelyben. Ekkor egy Fiat 18/C típusú gépjármű volt az alap. Erre került aztán rá a majdnem változatlan felépítmény. Mivel ennek a járműnek könnyebb súlyú volt az alváza és a motorblokkja, mint a Mercedes-nek, majdnem 2 t-s súlycsökkenést sikerült elérni. A beépített 44 LE-s, 4 hengeres benzinmotor a 3,5 t súlyú harcjárművet 35 km/h sebességre tudta gyorsítani. Csakúgy mint az elődjének, ennek is mind a négy kereke meg volt hajtva, így megfelelő volt a terepjáró képessége. A beépített fegyverzet és a személyzet létszáma nem változott.

## Harci alkalmazás
A No. 1. páncélautót a nagyközönség 1915 augusztusának végén tekinthette meg egy katonai bemutató alkalmával, ami a Vérmezőn került megrendezésre.
Ezt követően – 1916 elején – a galíciai frontra vezényelték, ahol sikeresen működött, minden harcfeladatot teljesített. Majd az olasz frontra vezényelték, ahol szintén sikeresnek volt mondható. A K.u.K. Panzerautozug No.1 alakulatban Udine környékén állomásozott, a front középső szakaszán. A második páncélautó elkészülte után ez is az olasz frontra került. Mindkét autó részt vett a XI. és a XII. Isonzó csatában. A visszavonulás során Karintiában harcoltak.
Az első világháború végén valószínűleg a No. 1. jármű került Magyarországra. Egyes adatok szerint először a Cserny-különítmény majd a Vörös hadsereg használta a Tanácsköztársaság ideje alatt . A további sorsa 1920 után nem ismert.

## Képek
- A No. 1. oldalnézete
- A No. 1. tervrajza
- A No. 2. tervrajza